# Zwaard van Vilardell
Het legendarische Zwaard van Vilardell is een van de bekendste mythologische zwaarden uit de geschiedenis van Catalonië. Het wordt beschouwd als een van de sterkste middeleeuwse legendes uit de Catalaanse hoofse literatuur, te vergelijken met het fameuze Excalibur uit het Arthurverhaal.

## Ontstaansgeschiedenis

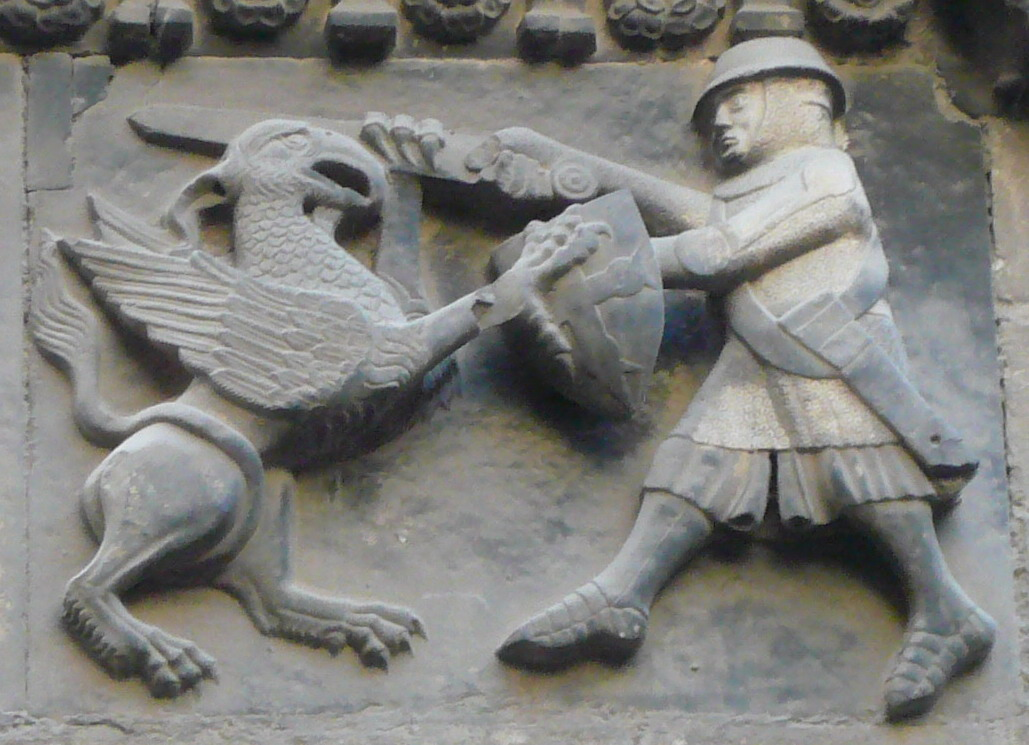
Ridder Soler de Vilardell doodt een griffioen met het beroemde zwaard.
Bas-reliëf bij de poort van Sant Iu van de Kathedraal van Barcelona

Er zijn al heel oude sporen van de legende afkomstig uit de orale overlevering. De eerste uitgebreide schriftelijke notitie is relatief recent en dateert uit de veertiende eeuw. Al naargelang van de bronnen zou het gaan om het zwaard Espasa Vilardell in het Musée de l'Armée in Parijs of over het Tisó-zwaard in het Museo de l'Exerjito in Toledo. Het zwaard heeft een glorierijke geschiedenis, op grond van de mythe dat zijn drager onoverwinnelijk was. Het is sterk verbonden met de verhalen over de Graven van Barcelona.
Een eerste korte vermelding dateert uit 1274 in een gerechtsbesluit van Jacob I over een duel tussen Bernard van Centelles en Bernard van Cabrera. Alhoewel de eerste overwonnen had vroeg Cabrera de nietigverklaring omdat Centelles met het zwaard van Vilardell gevochten zou hebben. Jacob I bevestigde de nietigheid. Er worden ook verbanden gelegd met de legendarische Otger Cataló die het Wifried I zou geschonken hebben tot het bij Jacobus II van Urgell terechtkwam. Jacob II zou volgens een brief daarnaast nog vier mythische zwaarden gehad hebben Sancti Martini, Tisó, Triveta en Clareta.
Het zwaard komt ook voor in het testament van Peter IV van Aragón naast Tisó, in een document van 14 mei 1370. Een laatste laatmiddeleeuwse vermelding dateert uit het boek Dotze del Chrestia (1385-1386) van de chronicist Francesc Eiximenis. Het gaat om een heel beknopte vermelding over een groot serpent gedood door een bekende ridder. Het feit dat hij niet nader ingaat op de details laat veronderstellen dat het om een populair verhaal ging dat toen algemeen bekend was.
La Vilardella staat in de wapenkataloog van de Graven van Barcelona en zou in diverse middeleeuwse veldslagen en veroveringstochten gebruikt zijn. De eerste uitgebreide beschrijving is tardief en dateert uit 1596. Peter IV, de zoon van Jacob I van Aragon, droomde al lang van het roemruchte wapen en had tot 4 barceloneses sous, een hoogwaardige zilvermunt uit 1285 geboden, maar de bezitter wilde niet verkopen. Vier maanden na zijn overlijden bood zijn zoon Alfons IV van Aragón aan Berenguer van Vilardell het laatste deel van de koopsom en kon hij het zwaard toch nog verwerven.
Toen Jacobus II van Aragón aan de macht was, zou zijn zoon, de latere Alfons V van Aragon, het zwaard gebruikt hebben in de Slag bij Lucocisterna, wat volgens de kronieken tot zijn overwinning op de Pisanen zou bijgedragen hebben.

## De legende met ridder Soler de Vilardell (versie uit 1596)
De legende in de versie van Soler de Vilardell is heel bekend in de streek van Sant Celoni in de comarca Vallès Oriental. Op een van de toegangswegen naar Sant Celoni, bij de plaats “La Roca del Drac” (De Drakenrots) huisde er een draak die de reizigers op de koninklijke weg van Barcelona naar Girona terroriseerde. Op een dag passeerde Maarten van Tours verkleed als bedelaar voorbij het kasteel van Vilardell. Toen Soler, de heer van Vilardell, naar buiten kwam met brood en aalmoezen, was Maarten verdwenen, maar vond hij op die plek een bijzonder zwaard zoals hij nog nooit gezien had. Daarop probeert hij het uit op een monumentale eik en op een rots die hij zonder de minste inspanning middendoor kliefde. Dan riep hij God aan en besloot de volgende dag op drakenjacht te gaan. Bij het ochtendgloren trok hij zijn beste wapenrusting aan, tuigde zijn paard op en gordde het wonderzwaard om. Met vrienden en getrouwen trok hij naar de grot van de draak. Dreigend kwam het monster naar buiten en begon de weerspiegeling van zijn eigen kop in het wapenschild van Solardell aan te vallen, daarvan profiteert Solardell om zijn dikke huid met het zwaard te doorboren. Dan steekt hij zijn armen zegevierend in de lucht en schreeuwt met luider stemme een zegekreet voor het verzamelde volk:
Arm der deugd
Ridderzwaard
je hebt de rots doorkliefd
en de draak evenzeer.
Overwelmd door de emoties maakte hij een vergissing in de magische formule die als volgt had moeten luiden:
Zwaard der deugd
Ridderarm
je hebt de rots doorkliefd
en de draak evenzeer.
Hij gaf voorrang aan zijn arm in plaats van aan het zwaard der deugd, en daardoor verloor hij de bescherming door het zwaard. Het neersijpelend drakenbloed raakte zijn huid en vergiftigde hem.